# 巴巴羅薩行動

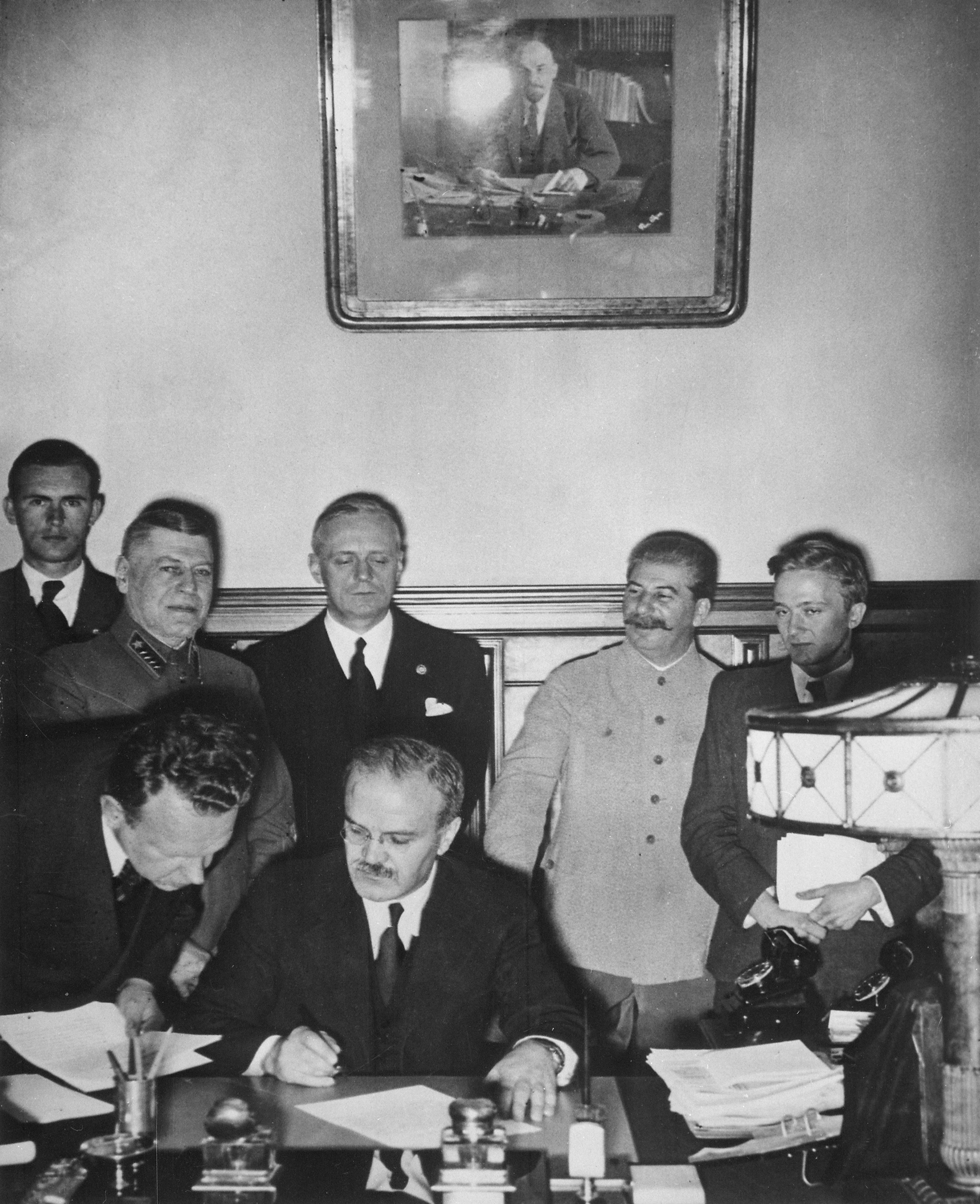
《莫洛托夫—里賓特洛甫條約》簽訂時的場景

巴巴羅薩行動是第二次世界大戰期間德国入侵蘇聯所使用的作戰代號，整場行動於1941年6月22日展開，其名稱來自於神圣罗马帝国皇帝腓特烈一世的綽號“紅鬍子”。巴巴羅薩作戰自1941年6月一直進行至同年12月間德軍在莫斯科門戶被蘇軍打退以失敗告終，但蘇德戰爭一直要到1945年5月蘇聯佔領柏林才算正式結束。
作戰原本的计划是要快速攻克蘇聯的西方領土，北至阿尔汉格尔斯克、南至阿斯特拉罕的戰線（AA戰線）為止。在作戰的最初數個月裡，德軍繼續沿用之前在西歐大獲全勝的閃擊戰術，最後在莫斯科戰役中受阻，這場作戰的受挫可以說是阿道夫·希特勒和第三帝國命運的轉捩點。最重要的是，巴巴羅薩作戰的失敗開啟了長達數年的蘇德战争，成為人類歷史上最血腥的戰爭，數千萬人因此罹難。

## 德軍的目標

### 蘇德關係
希特勒早在《我的奋斗》一書裡就透露出侵略蘇聯的意圖，在書中他清楚表示德國人民必須追求所謂的「生存空间」：亦即土地和原料，而這個生存空間應該能在東歐找到。納粹的政策指定了，俄羅斯和其他斯拉夫民族的人應該加以殺害、驅逐出境、或奴役之，因為他們認為這些都屬於下等民族，而那些土地應該讓給德國人民居住。計畫中這些地區的都市人口會經由飢荒加以徹底滅絕，以剩餘的農產品養活德國人，並改由德國人居住。德國的意識形態理論家阿爾弗雷德·羅森堡認為斯拉夫民族也是屬於雅利安人種，提出建議應該將攻克的蘇聯領土依照以下形式劃分行政區：
| 阿爾弗雷德·羅森堡設想下之蘇聯領土的行政區劃（含未實現者） | 阿爾弗雷德·羅森堡設想下之蘇聯領土的行政區劃（含未實現者） | 阿爾弗雷德·羅森堡設想下之蘇聯領土的行政區劃（含未實現者） |
| 轄區名稱                                                  | 備註                                                      | 地圖                                                      |
| --------------------------------------------------------- | --------------------------------------------------------- | --------------------------------------------------------- |
| 東方總督轄區                                              | 波羅的海國家與白俄羅斯等地                                |                                                           |
| 烏克蘭總督轄區                                            | 自烏克蘭向東延伸至窩瓦河一帶                              |                                                           |
| 高加索總督轄區                                            | 含高加索與北高加索等地                                    | 未實現                                                    |
| 莫斯科總督轄區                                            | 含莫斯科都市圈與歐洲俄羅斯的餘下領土                      | 未實現                                                    |
| 突厥斯坦總督轄區                                          | 中亞各國之領土                                            | 未實現                                                    |

在德國和蘇聯於1939年聯手侵吞波蘭之前，兩國便簽訂了《莫洛托夫—里賓特洛甫條約》。表面上這是一個互不侵犯的條約，藉由分割波蘭等國家來劃分德蘇兩國的邊界，在條約中波羅的海3國乃至芬蘭被劃分為蘇聯的「影響範圍」，這個條約震驚了全世界，因為兩國長期以來一直對彼此抱持敵意，而且兩國的意識形態也完全相反。由於這項條約，納粹德國和蘇聯之間展開了大量的外交關係和貿易，蘇聯提供石油和原料給德國，而德國則提供高科技給蘇聯。儘管這項條約的簽訂，兩國仍然對彼此的一舉一動抱持強烈猜疑心，不久後這段短暫的和平關係便以戰爭的徹底爆發告終。
希特勒一直希望攻克西俄以剝削當地的斯拉夫人。因此他簽訂這項條約只是為了短暫的方便。再加上希特勒和史達林兩人都對攻克領土抱有極大野心，而雙方的意識形態差距則導致最終的衝突爆發。史達林在國際上的惡劣名譽給了納粹德國進攻蘇聯的理由，同時也增加了德國對於勝利的信心。在1930年代後期史達林在大清洗裡殺害和囚禁了數百萬計的人民，包括大量具備經驗和能力的蘇軍軍官和戰略家，導致紅軍的戰力和領導力大為衰退。納粹也不斷的宣傳蘇聯政權的殘暴，並且瞄準斯拉夫民族作為主要宣傳對象。
三國同盟條約的簽訂是導致蘇德分裂的最後因素，在德國於義大利和日本簽訂條約之後，蘇聯也表示希望成為軸心國的一部分。在經過兩天於1940年11月12日—11月14日在柏林的商議後，德國正式向蘇聯提出了加入軸心國的條件，而蘇聯則在11月25日提出了一份修正的版本，然而從此德國沒有再進行回覆。隨著蘇聯加入軸心國的前景越來越小，兩國在東歐的利益衝突也日漸明顯，儘管他們在1941年1月還會針對邊界和貿易上做出一次小的協定，然而戰爭已經不可避免。

### 德國戰爭計劃
史達林的名聲使得納粹德國在發動這場戰爭上獲得了某些正當性，而且也讓希特勒對德軍的勝利有相當信心。史達林在大清洗中殺害了無數蘇軍的基層和資深軍官，導致蘇軍整體的脆弱和無能。在針對斯拉夫人進行的宣傳上德國一直強調蘇聯政權的殘暴，同時也宣傳蘇聯正在準備攻擊德國，並主張他們先行的攻擊只不過是先發制人的舉動罷了。
巴巴羅薩作戰主要是希特勒自己所構思的，一些軍事和外交人員也曾勸告希特勒：應該先解決英國後才開闢對蘇戰場較為妥當，但大多數德軍的參謀幕僚都同意這場侵略應該在某個必要的時間點發起。希特勒的決策通常與德軍將領的建議相反，但直到那時為止，德軍在希特勒的戰略下已經達成了一連串原本被認為不可能達成的輝煌勝利，希特勒也自認為是政治和軍事上的天才。在那段時間裡，希特勒的驕傲和大膽、加上德軍的精良訓練，在不費多少功夫下便贏得了萊茵河、奧地利、捷克的蘇台德地區，接著又攻下波蘭、丹麥、和挪威，每場戰役幾乎都順暢無阻。接著他又迅速經由马奇诺防线北方的盧森堡和比利時及荷蘭進攻法國，以包圍戰術殲滅了大規模的同盟國部隊，並繼續向南進攻直到瑞士邊界。北邊遭受包圍的同盟國部隊最後經由敦刻尔克撤離，英軍被徹底逐出法國，但英國依靠著其海軍和空軍的優勢而免受侵占。在無法逼使英國投降、同時也缺乏海軍和戰略轟炸部隊的情況下，希特勒遂決定將目標轉往東方。他相信只要蘇聯被擊垮了，英國也不可能再支撐下去( 當時沒人想到日本會轟炸珍珠港導致美國參戰 ) 。希特勒對他在西歐的驚人勝利感到自負，同時紅軍在1939年至1940年間侵占芬蘭未遂的冬季战争也向全世界顯現了當時蘇軍內部的腐化和戰力低落。希特勒認為蘇聯內部已經腐敗，只要數個月便能取得勝利，也因此不需準備冬季的配備，這在後來成為德軍受挫的主因之一：
|                 | 我们只要在门上踢一脚，整个破房子就会倒下来。 |
| ——阿道夫·希特勒 |                                              |

納粹的整個政策都是為了依照地缘政治学的生存空間概念徹底摧毀蘇聯的政治實體，以替未來的「雅利安」世代準備發展的環境。在1940年的春季德國戰爭機器的資源缺乏問題開始越來越嚴重，而德國與蘇聯在巴爾幹半島的利益衝突也開始浮現，這使得侵略蘇聯逐漸成為希特勒唯一的未來途徑，並且德軍將領們也曾跟希特勒說過，占領整個俄羅斯西半部對於德國戰爭機器運作來說是利大於弊。
希特勒預估攻佔蘇聯會有以下好處：
- 當蘇聯被擊敗後，解除動員的大量士兵便能補充德國產業界的勞工短缺現象。
- 烏克蘭可以提供大量便宜的食品
- 佔領蘇聯將可以擁有大量的奴隸勞動力，將能大為改善德國在地緣戰略上的處境。
- 擊敗蘇聯將能進一步孤立英國。
- 德國的戰爭機器非常需要更多石油，而只有在攻佔蘇聯的巴库產油區後才能達成此目標。

希特勒在1940年12月5日收到了德軍入侵蘇聯的計畫，並且全部批准，預期在1941年5月開始進行。在12月18日希特勒簽下了「21號指導」，要德軍最高統帥部準備「快速的擊倒蘇聯」，並且制定侵略的預定時間為1941年5月15日。巴巴羅薩計畫假設的是德國國防軍可以在短期間內消滅蘇軍道加瓦河和聶伯河以西的大多數步兵師，事後證明儘管德軍的確消滅了原先在此地區的蘇軍數量，蘇軍不斷從後方增援的雄厚兵力導致了這種假設的失敗。

## 德軍的準備
為了準備發起攻擊，希特勒將320萬人調遣至德蘇邊界，多次派遣偵查飛機潛入蘇聯領空勘查，同時也在東線儲備了大量的軍事物資。到了1941年2月德軍已在羅馬尼亞和蘇聯邊界部屬了68萬人。即使進行了如此龐大的準備過程，蘇聯依然沒有預料到德軍的意圖，在戰爭爆發時完全措手不及。這主要是因為史達林堅信德國不可能在《莫洛托夫—里賓特洛甫條約》簽訂不到兩年內便發起攻擊，他也堅信德國會等到拿下英國後才會開闢新的戰場。儘管蘇聯情報部門已經多次發出戰爭逼近的警告，史達林依然拒絕改變心意，認為這是英國故意設計要讓蘇聯和德國開戰的假情報。德國政府也助長了這種騙局，向史達林透露德軍的調動只是為了遠離英國轟炸機的航程，德國甚至向蘇聯解釋他們故意要讓英國以為他們正準備進攻蘇聯，而事實上他們正在準備進攻蘇聯的軍隊和物資，因此直到戰爭爆發前史達林都沒有認真準備應付德軍的可能入侵。應該注意到的是，潛伏德國的共產主義間諜理查·佐爾格在戰爭爆發前便已向史達林透露準確的進攻發起日期，但這項情報也沒有獲得重視。德國還在1941年4月發起了一連串佯裝進攻英國的作戰，假裝正在挪威聚集部隊。這些行動配合了大張旗鼓的海軍艦隻聚集、飛行勘測、和演習行動，並且還故意透露虛構的入侵計畫細節。
同時期德軍軍事計畫人員開始研究拿破崙在侵略俄羅斯戰爭中的失敗，他們推估蘇軍無法在侵略開始後大規模的向俄羅斯內地撤退，因為他們認為史達林無法在政治上和軍事補給上拋棄波罗的海國家、烏克蘭、白俄罗斯等地。
但在侵略蘇聯的計畫和主要目標的設計上，希特勒則與國防軍最高統帥部以及許多高階將領意見分歧，最高統帥部認為應該直接攻往莫斯科，而希特勒則認為應該先奪取烏克蘭和波羅的海地區的豐富資源後才轉向莫斯科。希特勒認為莫斯科是「不重要的」，他認為重點應該在於消滅莫斯科以西的蘇軍主力，在計畫上的爭論導致準備入侵的後勤規劃延緩，與原本計畫設定的5月延緩了整整1個月。
最後希特勒與高階將領們取得的共識是：將入侵部隊分為3個集團軍群，各自攻佔特定的地區和大城市，1941年6月22日东线德军陆军共3个集團軍、13个軍团、39个军、125个師又1个旅、1个独立团（不含海军舰艇部队、海岸炮兵部队、空军伞兵部队、总部直属宪兵部队及工兵、铁道兵、重炮兵、铁道炮兵、火箭炮兵、高炮炮兵、摩托化反坦克炮兵等兵种部队）。
- 北方集團軍（由威廉·里特尔·冯·里布元帥指揮） 
  - 目標為穿越波羅的海國家攻入俄羅斯北部，佔領或摧毀列寧格勒，總兵力為3个集团军1个直属军共计8个军、29个師（20个步兵師、3个裝甲師、2个摩步師、1个親衛隊裝步師、3个警备師）：
    - 第16軍團（由恩斯特·布施指揮，下辖3个军1个直属師，共8个師）
      - 第2军3个師：第12步兵師、第32步兵師、第121步兵師
      - 第10军2个師：第30步兵師、第126步兵師
      - 第28军2个師：第122步兵師、第123步兵師
      - 第16集团军直辖第253步兵師

    - 第18軍團（由格奧爾格·馮·屈希勒指揮，下辖3个军共8个師）
      - 第1军3个師：第1步兵師、第11步兵師、第21步兵師
      - 第26军2个師：第61步兵師、第217步兵師
      - 第38军2个師：第291步兵師、第58步兵師、第254步兵師

    - 第4裝甲兵團（由埃里希·赫普纳指揮，下辖2个军共8个師）
      - 第41裝甲军（第1裝甲師、第6裝甲師、親衛隊第3「骷髅」裝甲步兵師、第269步兵師）
      - 第56裝甲军（第8裝甲師、第3裝甲步兵師、第36裝甲步兵師、第290步兵師）

    - 北方集团军群直属步兵第23军下辖2个師（第206步兵師、第251步兵師）
    - 北方集团军群后方警备部队3个師（第207警备師、第281警备師、第285警备師）
    - 第1航空隊（由阿爾弗雷德·凱勒指揮）
- 中央集團軍（由費多爾·馮·博克元帥指揮）
  - 目標為進攻斯摩棱斯克，穿越蘇聯中西部（現在的白俄羅斯）地區，攻佔莫斯科，總兵力為下辖4个集团军共计16个军、50个師（31个步兵師、9个裝甲師、5个摩步師、1个骑兵師、1个親衛隊師、3个警备師）又一个独立团：
    - 第4軍團（由京特·馮·克魯格指揮，下辖4个军12个師）
      - 第7军4个師（第7步兵師、第23步兵師、第258步兵師、第268步兵師）
      - 第9军3个師（第137步兵師、第263步兵師、第292步兵師）
      - 第13军2个師（第17步兵師、第78步兵師）
      - 第43军3个師（第131步兵師、第134步兵師、第252步兵師）

    - 第9軍團（由阿道夫·史特勞斯指揮，下辖3个军，共计8个師又1个旅）
      - 第8军3个師（第8步兵師、第161步兵師、第28步兵師）
      - 第20军2个師（第162步兵師、第256步兵師）
      - 第42军3个師（第87步兵師、第102步兵師、第129步兵師）
      - 第9集团军直辖第900步兵旅

    - 第2裝甲兵團（由海因茨·古德里安指揮，下辖4个军共15个師又1个独立团）
      - 第12军3个師（第31步兵師、第34步兵師、第45步兵師）
      - 第24裝甲军5个師（第3裝甲師、第4裝甲師、第10裝甲步兵師、第1骑兵師、第267步兵師）
      - 第46裝甲军2个師1个独立团（大德意志裝甲擲彈团、第10裝甲師、親衛隊第2師）
      - 第47裝甲军4个師（第17裝甲師、第18裝甲師、第29裝甲步兵師、第167步兵師）
      - 第2裝甲集群直辖第255步兵師

    - 第3裝甲兵團（由赫爾曼·霍特指揮，下辖4个军共11个師）
      - 第5军2个師（第5步兵師、第35步兵師）
      - 第6军2个師（第6步兵師、第26步兵師）
      - 第39军4个師（第7裝甲師、第20裝甲師、第14裝甲步兵師、第20裝甲步兵師）
      - 第57裝甲军3个師（第12裝甲師、第19裝甲步兵師、第18裝甲步兵師）

    - 中央集团军群直辖3个師（第221轻步兵師、第286轻步兵師、第403轻步兵師）
    - 中央集团军群直辖第53军1个師（第293步兵師）
    - 第2航空隊（由阿爾貝特·凱塞林指揮）
- 南方集團軍（由格特·馮·倫德施泰特元帥指揮）
  - 目標為攻往人口密集的農業心臟地帶—烏克蘭，攻下基輔，接著攻入南方的俄羅斯大草原直到伏尔加河以及石油豐富的高加索地區，總兵力為下辖4个集团军共计9个军、35个師（25个步兵師、4个轻步兵師、1个山地師、5个裝甲師、2个摩步師、1个親衛隊師、3个警备師）：
    - 第6軍團（由瓦爾特·馮·賴歇瑙指揮，下辖4个军共11个師）
      - 第17军2个師（第56步兵師、第62步兵師）
      - 第29军3个師（第44步兵師、第111步兵師、第299步兵師）
      - 第44军2个師（第9步兵師、第297步兵師）
      - 第55军4个師（第57步兵師、第75步兵師、第168步兵師、第298步兵師）

    - 第11軍團（由歐根·里特·馮·紹柏特指揮，下辖4个军共14个師1个旅）
      - 第11军3个師1个旅（第76步兵師、第239步兵師、罗马尼亚第1裝甲師、罗马尼亚第6骑兵旅）
      - 第30军4个師（第198步兵師、罗马尼亚第8步兵師、罗马尼亚第13步兵師、罗马尼亚第14步兵師）
      - 第54军3个師（第50步兵師、第170步兵師、罗马尼亚第5步兵師）
      - 意大利赴俄远征军团（英语：Italian Expeditionary Corps in Russia）3个師（第9“帕苏比奥”半摩托化師，第52“都灵”半摩托化師，第3“奧斯塔公爵阿玛迪奥·达奥斯塔親王”快速骑兵師）
      - 第11集团军直辖第22步兵師

    - 第17軍團（由卡爾-海因利希·馮·史圖爾普納格指揮，下辖德军3个军共11个師、仆从国2个军2个師4个旅）
      - 第4军5个師（第24步兵師、第71步兵師、第262步兵師、第295步兵師、第296步兵師）
      - 第49山地步兵军3个師（第68步兵師、第257步兵師、第1山地步兵師）
      - 第52军3个師（第97轻步兵師、第100轻步兵師、第101轻步兵師）
      - 匈牙利快速军团3个旅（第1摩步旅、第2摩步旅、第1骑兵旅）
      - 斯洛伐克贝尔诺拉克野战军团（英语：Field Army Bernolák）2个師1个旅（第1步兵師、第2步兵師、斯洛伐克机动旅）

    - 第1裝甲兵團（由保罗·路德维希·埃瓦尔德·冯·克莱斯特指揮，下辖3个军共9个師，其中5个裝甲師，4个裝步師）
      - 第1裝甲集群直辖
      - 第3裝甲军3个師（第13裝甲師、第14裝甲師、第25裝甲步兵師）
      - 第14裝甲军3个師（第9裝甲師、親衛隊第1“阿道夫·希特勒”裝步師、親衛隊第5“维京”裝步師）
      - 第48裝甲军3个師（第11裝甲師、第16裝甲師、第16裝甲步兵師）

    - 罗马尼亚第3集团军，下辖3个军2个師5个旅。
      - 罗马尼亚陆军第4军（英语：4th Territorial Army Corps (Romania)）2个師（第6步兵師、第7步兵師）
      - 罗马尼亚骑兵军2个旅（第5骑兵旅、第8骑兵旅）
      - 罗马尼亚山地军3个旅（第1山地旅、第2山地旅、第4山地旅）

    - 罗马尼亚第4集团军（英语：Fourth Army (Romania)），司令官尼古拉伊·索皮卡中将，下辖3个军5个師2个旅
      - 罗马尼亚陆军第3军（英语：3rd Territorial Army Corps (Romania)）3个師（警备師、第15步兵師、第35后备師）
      - 罗马尼亚陆军第5军（英语：5th Territorial Army Corps (Romania)）2个師（边防師、第21師）
      - 罗马尼亚陆军第11军（英语：11th Territorial Army Corps (Romania)）2个要塞旅

    - 南方集团军群直属4个師（第444轻步兵師、第454轻步兵師、第213轻步兵師、第99步兵師）
    - 南方集团军群直辖罗马尼亚第2军3个師1个旅（第9步兵師、第10步兵師、第11步兵師、第7骑兵旅）
    - 第4航空隊（由亞歷山大·勒爾指揮）

  - 驻挪威德军部队：
    - 第20集团军下辖2个军共5个師又1个旅
      - 第20集团军直辖第211裝甲旅
      - 第19军3个師（第214步兵師、第2山地步兵師、第3山地步兵師）
      - 第36军2个師（第169步兵師、親衛隊第6山地步兵師）

  - 德国大本营预备队部署于东线部队共23个步兵師、1个山地師、2个裝甲師、1个摩步師、1个親衛隊師
    - 第50军（位于北方集团军群地域，辖2个師：第86步兵師、親衛隊第4“警察”師）

  - 驻芬兰部队：1个步兵師、2个山地師、1个親衛隊師

## 蘇軍的準備
1940年代初期的蘇聯從各方面來說都是不可小覷的，蘇聯在1930年代的快速工業化使得工業生產量提升至世界第2，僅次於美國，而與德國並駕齊驅。軍事配備的生產同樣快速增加，在戰爭爆發前經濟已經轉向軍事生產的方向。在1930年代早期蘇軍也發展出一套現代化的作戰理論，並在1936年將其頒布為全軍的作戰原則。
蘇聯從1939年至1941年的軍隊發展 
|          | 1939年1月1日 | 1941年6月22日 | 增長幅度 |
| -------- | ------------ | ------------- | -------- |
| 師級部隊 | 131.5        | 316.5         | 240.7%   |
| 總人數   | 2,485,000    | 5,774,000     | 232.4%   |
| 火砲     | 55,800       | 117,600       | 210.7%   |
| 戰車     | 21,100       | 25,700        | 121.8%   |
| 飛機     | 7,700        | 18,700        | 242.8%   |

1941年在德軍的秘密調度下，蘇德邊界的蘇聯部隊數量已經被德軍所超越。不過在1941年6月當時蘇聯軍隊的總人數高達500萬人，比德國調派參與巴巴羅薩作戰的地面部隊總人數還多。除此之外，蘇聯大規模的軍事動員使得蘇軍的人數一直穩定增加，使蘇聯能夠投入比德國更多的部隊至前線，由於兩方的兵力都變動不定，整體上來說1941年的戰役兩方的兵力是勢均力敵的。
而在一些武器的對比上蘇軍則有許多優勢，在戰車上蘇軍的優勢特別明顯，蘇軍擁有的戰車總數高達23,106輛，其中有12,782輛分布在西俄的5個軍區（其中3個直接面對德蘇前線）。而德國國防軍擁有的戰車總數約為5,200台，其中只有3,350台參與了對蘇作戰。這使得蘇軍與德軍在可用戰車數量上的差距高達4：1。蘇聯還擁有當時世界上最先進的T-34戰車，和速度最快的BT-7戰車。蘇聯也擁有壓倒性的火炮數量優勢，122毫米口徑的\A-19榴彈炮甚至可以說是當時世界上最好的火砲。最先進的蘇聯坦克在剛開戰時數量並不多，不過在1941年的前半年，蘇聯軍事機器所生產的100%的戰車和87%的戰機都已經屬於現代的設計。
然而德國空軍和陸軍卻有著極為精良的訓練和經驗，在素質上的優勢大幅抵銷了蘇聯的數量優勢。再加上大量具備經驗的蘇軍軍官和指揮官在1935年至1938年間的大清洗期間遭史達林迫害致死，33%的蘇軍軍官和幾乎全部的高階將領都遭處死或流亡至西伯利亞，改以大批具備「政治經驗」卻毫無作戰經驗的軍官替代。5名元帅中3名遭到處決，67%的軍團和師指揮官也遭遇相同下場。總共加起來，被處決的蘇軍領導人高達了3萬人。這造成了紅軍內部充斥大量年輕而訓練貧乏的軍官；以1941年為例，蘇軍的軍官裡有75%尚未任職超過1年，蘇軍軍團指揮官的平均年齡比德軍師指揮官的平均年齡少了整整12歲，這些軍官在戰場上往往缺乏積極行動的意願，而且很大一部分根本沒有能力勝任其職位。
大多數蘇軍單位在戰爭爆發時都保持和平時期的狀態，這也可以解釋為何蘇聯空軍的戰機都緊密排列在跑道旁（而非疏散開來），而被德國空軍的轟炸部隊輕易摧毀。蘇聯空軍一直到戰爭爆發前都被禁止攻擊德國的偵查飛機，而任由大量德軍偵查飛機進入蘇聯領空勘測。蘇聯空軍雖然擁有數以千計的戰機，但大多都極為老舊，例如I-15和I-16，而先進的機型如米格機和拉沃契金則數量稀少。很少戰機擁有無線電，擁有無線電的戰機也極常故障，而缺乏訊息加密的設備則讓德軍得以輕易竊聽，同時蘇聯飛行員的空戰經驗和技術都極為落後。
蘇軍部隊的部署相當疏散而且未經準備，部隊之間往往無法互相聯繫，而且也缺乏運輸工具把有效戰力集合起來。雖然蘇軍有非常多先進的火砲，但這些火砲很多都沒有配備彈藥，火砲單位同樣缺乏運輸工具而無法迅速部署。戰車單位數量龐大且裝備良好，但卻極為缺乏經驗和後勤支援，維修保養的水平也非常差勁。戰車單位往往被草率的送上戰場，而沒有任何燃油、彈藥、或人員補給的安排。通常在經過一次作戰後戰車便毀壞或報銷了。
在戰前蘇聯的宣傳機器總是不斷宣傳蘇軍的強大，宣稱任何針對蘇聯的侵略都會被輕易擊退。
史達林剛愎自用的個性使他無法接受任何屬下的逆耳建議，加上他對於互不侵犯條約的盲目信心，在1941年初他越來越高估蘇聯的實力。在1941年春季史達林的情報機關不斷的發出德國即將展開侵略的警告，但都沒有被史達林重視，儘管史達林和其幕僚也體認到攻擊的可能性，但由於史達林對於蘇軍實力的迷信，蘇聯決定避免挑釁希特勒，這一連串的錯誤造成的後果是開戰時蘇聯邊界的部隊都沒有進入警戒狀態，甚至在遭受攻擊時也必須先向高層請求許可才准許反擊，雖然蘇聯在4月10日開始實行局部的警戒，但這在德軍攻擊展開時根本沒有發揮作用，史達林也拒絕徹底動員軍隊。
1941年5月至6月間，苏联内地军区奉命改编为一批集团军立即开赴西部国境：
- 哈尔科夫军区（英语：Kharkov Military District）指揮官安德烈·基里洛维奇·斯米尔诺夫中将担任第18集团军指揮官；
- 北高加索军区（英语：North Caucasus Military District）指揮官伊万·斯捷潘诺维奇·科涅夫中将担任第19集团军指揮官；
- 外贝加尔军区指揮官费多尔·列梅佐夫（英语：Fyodor Remezov）中将担任第20集团军指揮官
- 伏尔加河沿岸军区（英语：Volga Military District）指揮官瓦西里·赫拉西缅科（英语：Vasyl Herasymenko）中将担任第21集团军指揮官
- 阿尔汉格尔斯克军区（英语：Arkhangelsk Military District）指揮官弗拉基米尔·卡恰洛夫（英语：Vladimir Kachalov）中将担任第28集团军指揮官
- 西伯利亚军区（英语：Siberian Military District）指揮官斯捷潘·安德里亚诺维奇·加里宁（英语：Stepan Kalinin）中将担任第24集团军指揮官
- 乌拉尔军区（俄语：Уральский военный округ）指揮官菲利普·阿法纳西耶维奇·叶尔沙科夫（俄语：Ершаков, Филипп Афанасьевич）中将担任第22集团军指揮官
- 外贝加尔军区副司令员米哈伊尔·费奥多罗维奇·卢金（俄语：Лукин, Михаил Фёдорович）中将担任第16集团军指揮官。

在當時有41%的蘇軍基地集中於接近邊界不到200公里的地方，依據蘇軍的指令，燃料、裝備、火車等等也大量被囤積在那裏。然而由於蘇軍在戰術理論上進行的草率更動，這些部隊的戰力被大為減弱，原本蘇聯在1938年開始採用的戰術是：以標準的線狀防守戰線緊連其他國家，步兵部隊會在防線上堀壕架構堅強的防禦工事，而戰車則會配合步兵行動以提供支援。但1940年法國戰役的結果引起極大震撼，當時在世界上規模排名第2的法國陸軍，在不到6週內便被德軍徹底擊敗。蘇聯對此結果進行了分析，但分析的資料並不全面，分析結果認為法國的崩潰是因為過度依靠戰線防守而缺乏裝甲部隊支援所造成的，蘇聯決定不再重蹈覆轍，遂取消了堀壕防守的戰術，改採將步兵部隊集中為大規模機動隊伍的戰術。所有的戰車都被集中至31個龐大的機械化軍團，宣稱這樣一來每個軍團都會比德軍的裝甲軍大（不過直到戰爭爆發很少有軍團達成這種規模）。蘇聯所預測的情況是：一旦德國發起攻擊，德軍先鋒的裝甲部隊便會被機械化軍團所切斷和殲滅，接著機械化軍團會和步兵部隊一同殲滅剩餘的德軍步兵。而南方的烏克蘭地區則駐紮了大量的部隊，準備在戰爭爆發後對德軍進行戰略包圍：在摧毀德軍南方集團軍後則朝北攻佔波蘭，包圍德軍的中央集團軍和北方集團軍，包圍圈裡的德軍不久後就會被徹底殲滅，如此一來德軍將必敗無疑。
1941年6月22日德蘇邊界的力量對比
|      | 德軍和同盟 | 蘇軍    | 對比   |
| ---- | ---------- | ------- | ------ |
| 師   | 181        | 167     | 1.08:1 |
| 人員 | 550萬      | 290萬   | 1.90:1 |
| 火砲 | 47,200     | 32,900  | 1.43:1 |
| 戰車 | 4,300      | 14,200  | 0.30:1 |
| 飛機 | 5,000      | 9,200   | 0.54:1 |
| 汽车 | 600,000    | 149,300 | 4.02:1 |

俄國歷史學家米哈伊爾·梅切科夫則提出一份不同的版本：
|                    | 德軍和同盟 | 蘇軍      | 對比    |
| ------------------ | ---------- | --------- | ------- |
| 師                 | 166        | 190       | 0.87:1  |
| 人員               | 4,306,800  | 3,289,851 | 1.3:1   |
| 火砲               | 42,601     | 59,787    | 0.7 :1  |
| 戰車（包括突擊砲） | 4,171      | 15,687    | 0.27:1  |
| 飛機               | 4,846      | 10,743    | 0.45: 1 |

### 蘇聯的侵略計畫

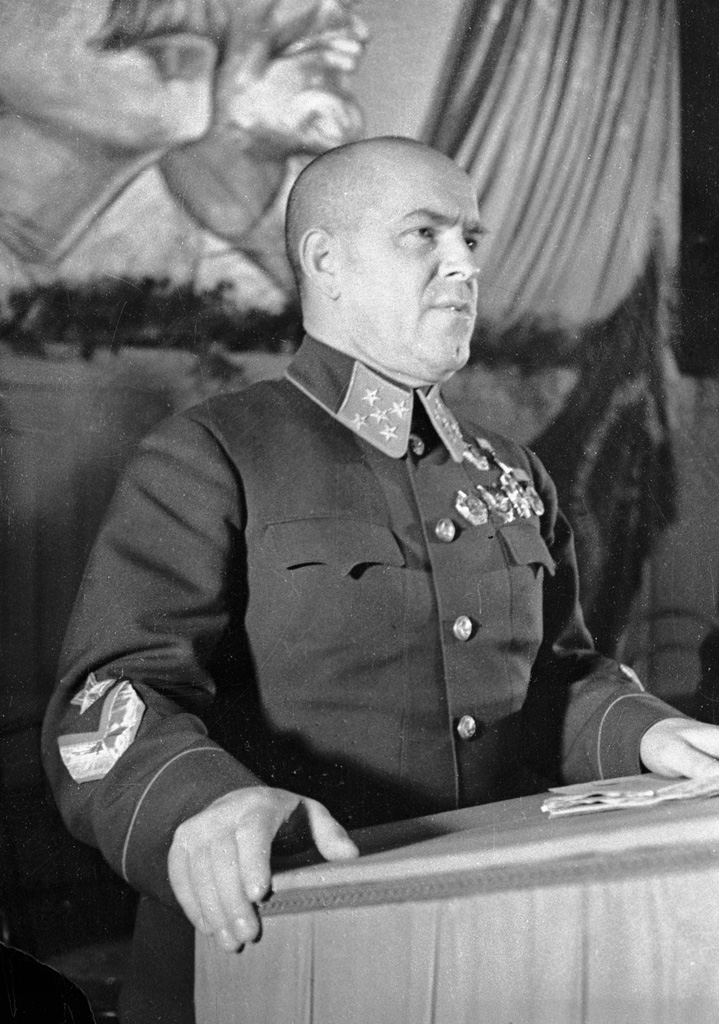
1941年的蘇軍將領格奥尔基·朱可夫

在德軍侵略蘇聯之後，納粹德國宣稱蘇軍在那之前便有系統的計畫要侵略他們，因此這場戰爭只是先發制人的攻擊罷了。在戰爭結束後許多德軍領導人也提出了這點，例如威廉·凱特爾。
前格魯烏情報官，後來成為歷史學家的维克多·苏沃洛夫是將蘇聯侵略計畫公諸於世的重要人物之一，他在《破冰》一書裡主張史達林的計畫是先讓希特勒與歐洲各國自相殘殺之後，再由蘇聯大幅侵略歐洲。他主張史達林是依據此一長遠計畫下才跟希特勒進行合作，儘管同時期蘇軍的擴軍和備戰都顯示他們正在準備「解放歐洲」。苏沃洛夫認為巴巴羅薩是納粹德國為了先發制人而對蘇軍在邊界集中的部隊進行的攻擊，其他支持蘇聯先發攻擊論的歷史學家如米哈伊爾·梅切科夫則否定此說，認為雙方都在事前準備進行攻擊，而不是回應對方的軍隊部屬。
自從此理論被提出以來，被發掘出的證據包括了格奥尔基·朱可夫提出的先發攻擊計畫藍圖，而且此藍圖還被亚历山大·华西列夫斯基與尼古拉·费多罗维奇·瓦图京所批准。朱可夫的計畫中包含了祕密的蘇軍動員，以訓練為藉口在邊界大量部屬軍隊，以期在攻擊開始之後切斷德國與其盟國如羅馬尼亞的連結，藉此中斷德國的石油供給
雖然蘇聯先發侵略論在許多國家受到了廣泛注意 ，而且也受到大量冷戰後俄羅斯歷史學家的支持，不過西方歷史學家還沒有徹底接受此一說法。

## 战争爆发

### 6月22日的攻擊

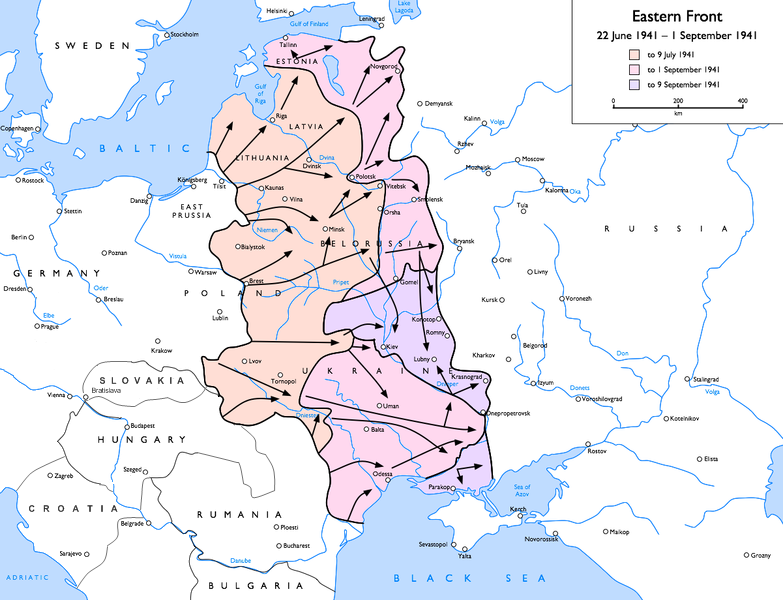
巴巴羅薩作戰的進展，1941年6月22日至9月19日。

軸心國選在1941年6月22日的早上4時45分展開攻勢，要計算雙方在這個階段的特定地區部隊分布相當困難，因為大多數德軍的名單都包括許多還未參戰的後備軍人，同樣的兩方在力量上的對比也很難有效計算，合理的計算是約有260萬名德軍在6月22日進入作戰狀態，而他們所面對的蘇聯軍區也有差不多數量的蘇軍軍隊。德軍的突襲收到完全的效果，雖然蘇聯指揮部在收到德軍部隊逼近的報告後即在凌晨0時30分對邊界部隊發出警告，但當時卻沒有任何一個部隊展開備戰。據稱史達林對德軍侵略的新聞嚇呆了，並且直到一兩個禮拜後的7月3日才正式對全國發表聲明。
突襲帶給蘇軍的最大震撼並非是突襲的時間，而是同時進攻蘇聯領土的德軍數量之多和配合之緊密。約有320萬名的德軍地面部隊投入了東線的攻勢，伴隨的還有數十萬的義大利、羅馬尼亞、匈牙利、斯洛伐克部隊，芬蘭則從北邊發動攻勢。但蘇軍在同時對抗這些敵軍的同時也持續進行大規模的增援，西線的蘇軍部隊在6月22日時約有260萬人，儘管半年的戰事造成450萬人死傷的驚人數字，至年底時已經躍升為超過400萬人（蘇聯國內部隊和儲備軍並沒有計算在內）了。德國空軍聲稱在侵略開始的第一天就摧毀了1,489架蘇軍戰機，而自身則只損失了35架。事實上蘇聯空軍在剛開始幾天的損失比德軍估計的還要慘重，總共有3,922架飛機在頭3天被摧毀。
德軍的攻擊速度之快使得蘇軍的防禦計畫完全癱瘓，而無線電和通訊配備的嚴重缺乏也造成蘇軍部隊難以互相協調作戰。
在柏林時間凌晨四點，德國外交部長裡賓特洛甫向蘇聯駐柏林大使遞交了宣戰聲明。德國在入侵開始幾個小時後才在莫斯科的大使館照會蘇聯外交官宣戰。斯大林在莫斯科時間早上7點15分下達了備戰指令。
德軍的攻勢也引燃了許多蘇聯佔領國的獨立運動，6月22日立陶宛發生了反蘇聯的暴動，並在隔天發布了獨立的宣言，大約有3萬名立陶宛人加入叛變行列，隨著德軍向北方的攻勢進展，叛變也蔓延至愛沙尼亞。

### 北方集團軍的攻势

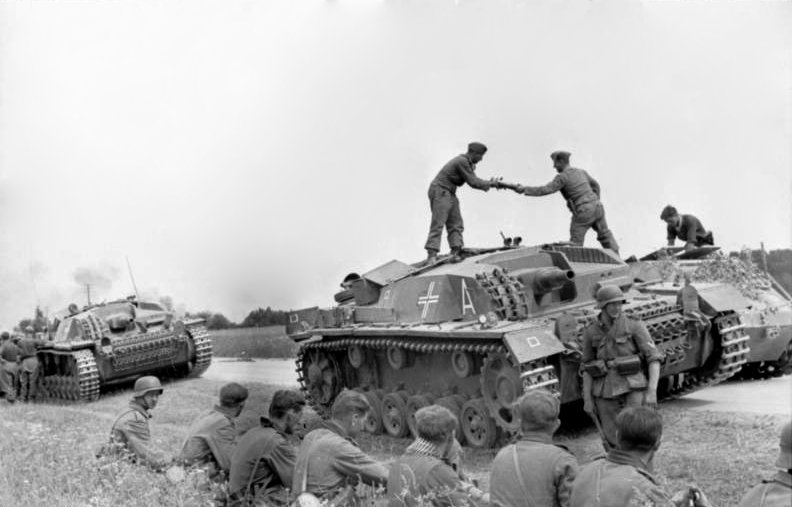
拉脫維亞境内行进的德军部队。

与中央集團軍完全不同，北方集團軍在一开始遭受了危机。6月23日，叶格·索连京将军指挥的第2裝甲師击退了德国第六裝甲師，拉塞尼艾戰役爆发。德军首次面对苏联的重型KV-1坦克與KV-2坦克。德军几乎所有反坦克炮都打不穿苏联重坦，最后在88毫米高射炮轰击下才能够打穿。但是在另一侧，曼施坦因率领的56摩托化步兵師渡过北德维纳河，于6月26日攻占陶格夫匹尔斯并抵挡住了多次苏军的反攻。但是希特勒命令裝甲師等待步兵，于是后续进攻被推迟了一个礼拜。。苏联部队得以向后撤退至斯大林防线整顿。7月2日，第4裝甲集团开始进攻斯大林防线，并于7月8日占领了普斯科夫，破坏了斯大林防线。随后，第一裝甲師抵达卢加河边的波列奇耶，战线推进至卢加防线及伊尔门湖一带。至此，波罗的海三国除了個别被包围的城市（如纳尔瓦）外，全部落入德军手中。

### 中央集團軍的攻势

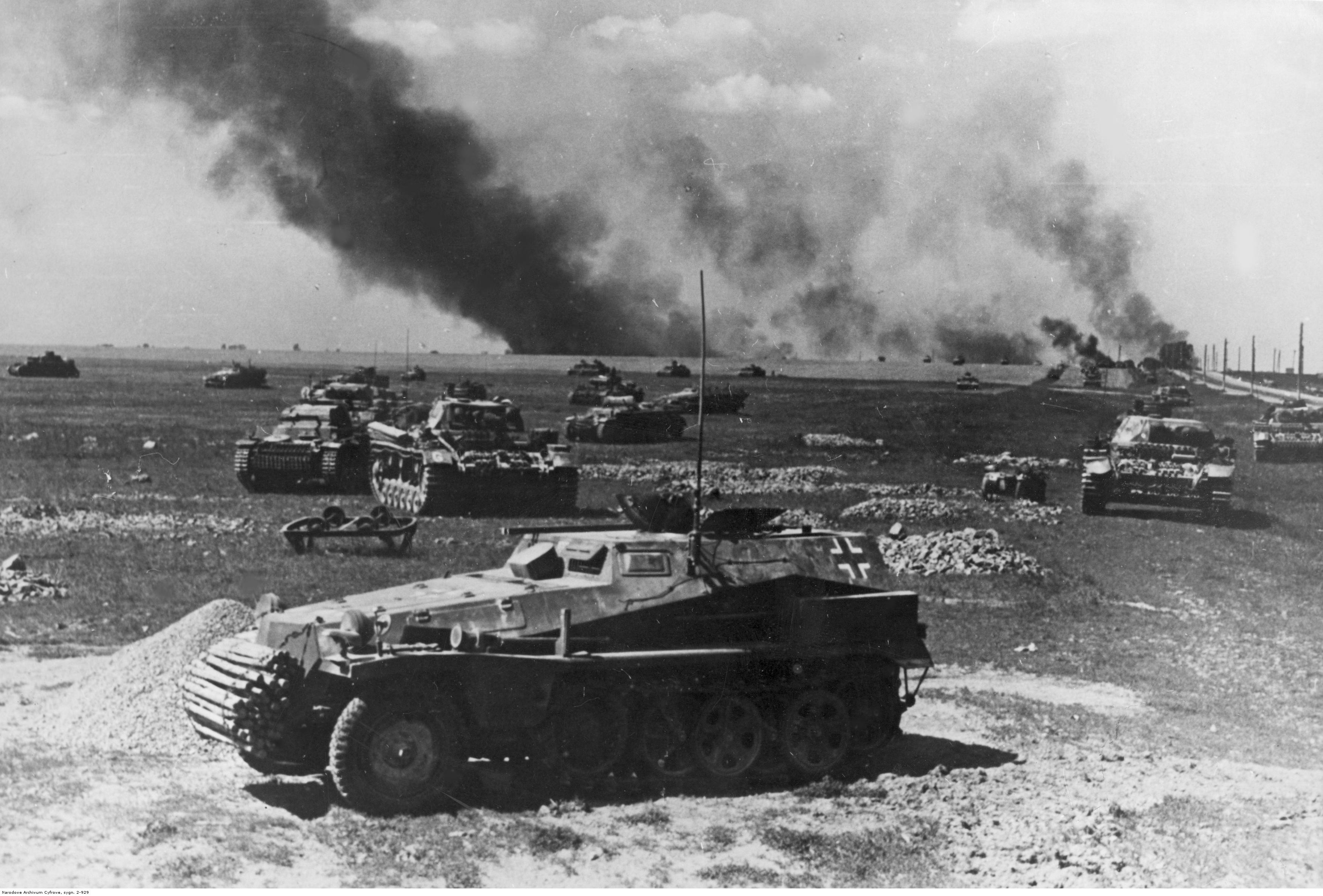
正在集结准备进攻斯盧茨克的德军机械化部队

在中央，情况要顺利得多。德军兵分两路渡过尼曼河和布格河，绕过布列斯特，直扑明斯克。6月24日，德军攻占维尔纽斯，比亚韦斯托克形成了一个突出部。巴甫洛夫紧急下令撤出该地区，但是为时已晚。6月26日，德军第18裝甲師攻占明斯克，将苏联第三、第四、第十軍團围困在比亚韦斯托克至明斯克一带，近50万人被包围。但是由于包围圈不够紧密，有一半部队冲出。德军继续推进，7月1日，德军渡过别列津纳河。10日，德军第10裝甲師渡过第聂伯河，于15日切断斯摩棱斯克至莫斯科的公路，围困了苏联第16、第19及第20軍團。铁木辛哥在7月24日起向杜霍夫希纳及波切普集中了17个師，试图解救被围困的部队，但这是徒劳的。尽管如此，第19軍團主力逃出了包围圈，有20万人脱围。但是在后方的莫吉廖夫地区，俄国的坚守给德军造成了重大伤亡。随后，古德里安的裝甲兵團向南，攻破罗斯拉夫尔及克利切夫，围攻戈梅利地区，向布良斯克行进，而第4軍團占领叶利尼亚突出部。希特勒之后决定，将目标放在顿涅茨克及克里米亚的工业区。8月24日，中央集团军向南转向乌克兰。 但是苏联误判德军将南北夹击进攻莫斯科，未及时阻击德军进入乌克兰。
但是，在战线的后方，布列斯特竟然坚持了近一个月。

### 南方集團軍的攻势
南方，伦德施泰特遇到了极大的麻烦。罗马尼亚一侧晚了8天才发动攻势，所以主攻由北侧担任。但是进攻乌克兰的部队只有一个裝甲集团军。6月24日，苏联第6机械化军和第11机械化军从比亚韦斯托克东北的格罗德诺地区发动了反突击，目标是德军第9集团军所属向东南方向运动进行近距离包围的步兵師。德军轻易地打退了进攻，苏军损失惨重。西南方面军指挥官基尔波诺斯避免了在前期被围歼的命运，但是苏联不能像德国那样集中使用裝甲部队，结果造成布罗迪战役的失败，四个机械化師被打残。在喀尔巴阡山以南，罗马尼亚军队和德国11集团军在7月2日发动了慕尼黑行动，收回被苏联强占的比萨拉比亚。同时，在多瑙河河口的海战也以苏联失败告终。随后克莱斯特的裝甲部队急速向南，与南方的11集团军在乌曼包围了苏联军队，歼灭苏联三个集团军，但是依旧没有达到重创西南方面军的目的。乌曼会战结束后，苏军东撤至基辅，敖德萨被包围，基辅形成了一个巨大的突出部。希特勒希望彻底歼灭西南方面军，以获得乌克兰的粮食和更东边罗斯托夫的工业区，于是中央集团军的第二裝甲集团被抽调，从北向南，意图是在基辅与克莱斯特会師。

### 银狐行动
摩尔曼斯克是苏联在巴伦支海的唯一一个大型不冻港。同时，它离佩察莫的铁矿仅有60英里。6月22日，德军占领佩察莫。苏联于25日对芬兰进行大规模轰炸，促使芬兰对苏联宣战。德军兵分两路，第二和第三山地師直接进攻摩尔曼斯克，而德国36師进攻萨拉，芬兰第三军进攻凯姆，意在兵分三路切断基洛夫铁路。
6月29日，铂狐行动开始。第二山地師封锁雷巴契半岛,强渡季托夫卡河。苏军于7月4日退至大西利察河地区，并在涅尔皮奇耶湾和安德烈耶夫湾登陆，牵制了德军本来就极度缺乏的部队。第五航空队又被调到斯摩棱斯克，德军攻势停滞在西利察河。
7月1日，德国36山地師和芬兰第三军向萨拉发起进攻，北极狐行动开始。7月8日，萨拉被攻占。更南边的芬兰第三军于8月7日攻占克斯坚加，但是实力不足，攻势也陷入停滞，没能切断基洛夫铁路。

## 後續發展

### 基辅会战
随着乌曼战役的结束，罗马尼亚军队于8月19号起围攻敖德萨。与此同时，德军抵达第聂伯河下游。8月20日，德国第17军从克列缅丘格渡过第聂伯河，建立了一个桥头堡。中央的第二裝甲集群自北向南，于9月初渡过杰斯纳河，在9月10日攻占罗姆内。此时两只裝甲部队仍相距180公里。布琼尼请求放弃基辅，但是斯大林不准许，并于9月11日将他撤职，任命谢苗·铁木辛哥指挥西南方面军。由于布良斯克方面军反应迟钝，未能牵制古德里安南下，9月16日，德军在洛赫维察会師,包围圈被封闭，苏联6个集团军被包围。 此时，斯大林下令允许撤军。苏联进行了疯狂的突围，但是仍旧是徒劳。9月26日，被包围的部队覆没，苏联有16.36万人伤亡，45.27万人被俘。随后，11集团军攻向克里木，第一裝甲集群攻向罗斯托夫，而在10月2日，对莫斯科的进攻恢复，台风行动开始。

### 衝向列宁格勒
8月8日，德军开始继续向列宁格勒进发。与此同时，第十六集团军攻占诺夫哥罗德和旧鲁萨。苏联动用34集团军于8月12日在旧鲁萨开展反攻。德军被迫调动曼施坦因的裝甲部队及第三摩托化師去解围。德军进攻苏联暴露的苏联后方，苏联的计划失败了。随后德军从卢加防线的两个缺口包围了卢加。9月3日，卢加至列宁格勒的公路被打通。此时德军已经逼到列宁格勒25公里内。此时列宁格勒北方的维堡已被芬兰封锁。9月8日，对列宁格勒的总攻开始。
苏联在列宁格勒构筑了两道防线。德军经过了艰难的进攻，于9月10日攻占第二条防线的杜德尔霍夫高地。而在另一边，德军攻占姆加，并于9月8号攻占施吕瑟尔堡，封锁了列宁格勒东边的路线。随后，德军切断了奥拉宁鲍姆与列宁格勒的联系，并与9月17日攻占普希金城。但是，希特勒对这样的进展十分不满意。由于他认为苏联已经处于崩溃的边缘，希特勒决定发动台风行动打击莫斯科，而对列宁格勒只是围困，用饥饿让它被征服。9月17日，第四裝甲集群被抽调至中央战线，列宁格勒的攻势陷入停滞。长达872天的列宁格勒围城战开始了。

### 维亚济马-布良斯克战役
1941年9月6日，希特勒发布了第35号训令，代号“台风”行动，计划先将莫斯科正面的苏军分为两个包围圈加以歼灭，然后顺势攻占莫斯科。进攻方法仍像战争初期那样，同时从三个方向给苏军以决定性打击。9月底，德国调来了北方集团军的第四裝甲集群，目标是利用第四和第三裝甲集群合围维亚济马后进攻莫扎伊斯克和加里宁，第二裝甲集群进攻布良斯克并向图拉推进。10月3日，德军渡过奥卡河。10月6日，第七裝甲師和第十裝甲師在维亚济马会師，包围了4个集团军。同日，十七裝甲師攻占布良斯克，切断了苏联3个集团军的退路。14日，德军攻占加里宁。18日，德军攻占莫扎伊斯克和小雅罗斯拉韦茨，距离莫斯科只有60英里。朱可夫不得不再建立一条新的防线。台风行动歼灭了66万苏联的有生力量。
斯大林被迫在10月13日宣布将政府机构迁到525公里外的古比雪夫。10月20日，莫斯科进入紧急状态。
但是在这场战役中，苏联人给德国造成了很大的麻烦。在这之前，10月6日，卡图科夫上校在第四裝甲師接近姆森斯克时，将T-34坦克藏在树林里伏击，重创德军。1941年10月7日，莫斯科下了第一场雪。東歐的泥濘道路季到来了。泥泞极大程度上延缓了德军的前进。

### 莫斯科战役
维亚济马-布良斯克战役结束后，德军各个部队向莫斯科缓慢前进。苏联在图拉—谢尔普霍夫—纳罗-福明斯克—兹韦尼格罗德—伊斯特拉—克林—莫斯科海一线防御。
10月21日，德军攻占纳罗-福明斯克。10月27日，德军攻占沃洛科拉姆斯克。在南边，古德里安的裝甲部队向图拉前进，于10月23日渡过祖沙河，攻占切尔尼。但是此时泥泞封锁了一切。古德里安将所有的裝甲部队交给埃贝巴赫上校，10月29日，古德里安推到距离图拉3英里的位置上，但是攻势停顿了下来。11月7日，霜冻终于到来，德军得以大规模进攻。
11月23日，德军攻占索尔涅奇诺戈尔斯克。25日，德军付出惨重代价后攻占克林。而在北面，11月27日，第三裝甲集群渡过莫斯科运河，随即被苏联疯狂的反扑打回原战线。11月30日，德军攻占红波利亚纳，12月1日攻占希姆基，但是也无法向前。在伊斯特拉南面，11月24日，德军攻占亚历山大德洛夫斯科耶，向兹韦尼格罗德进发，但是在12月2日，攻势也趋于停顿。在图拉一侧，德军没能攻占图拉，也没能攻占卡希拉,更别说遥远的下诺夫哥罗德。古德里安被迫承认：“对莫斯科的进攻失败了，我们遭遇了败绩。”

### 克里木战线
就在中央战线开始台风行动的时候，11集团军向克里木进发。9月25日，德军开始进攻皮里柯普地峡。但是德军迅速发现这里有着极为优秀的工事。经过3天的激战，德军突破了地峡。但是此时苏联第9和18集团军从诺盖草原一侧达成了突破，延缓了对克里木的进攻。幸运的是，克莱斯特的第一裝甲集群从第聂伯罗彼得罗夫斯克出发，直扑亚速海。10月10日，在马里乌波尔和别尔江斯克之间，苏军被全歼。但这大大延缓了德军的进攻。10月24日，德军突破彼列科普地峡，随后在11月1日攻占辛菲罗波尔。11月3日，德军攻占费奥多西亚，并于11月15日攻占刻赤。克里木只剩下了塞瓦斯托波尔——苏联最强大的海军要塞。但是德军极度缺乏人手，曼施坦因不得不只在刻赤留下46步兵師。
12月17日，第一次塞瓦斯托波尔战斗打响。苏联打得十分顽强，终于，在12月28日，德军逼近了“斯大林”堡垒。苏联为了延缓塞瓦斯托波尔的沦陷，派出部队在刻赤进行登陆。1941年12月28日，苏军突然登陆费奥多西亚。46步兵師師长库尔特·海默违抗集团军军长命令下令撤退，向帕尔帕奇地峡强行军，并于12月31日攻占已被苏联拿下的弗拉季斯拉沃夫卡。同日，曼施坦因宣布停止进攻塞瓦斯托波尔，并在费奥多西亚一侧挡住了苏联的反扑。克里木的攻势暂时告一段落。

### 罗斯托夫战线

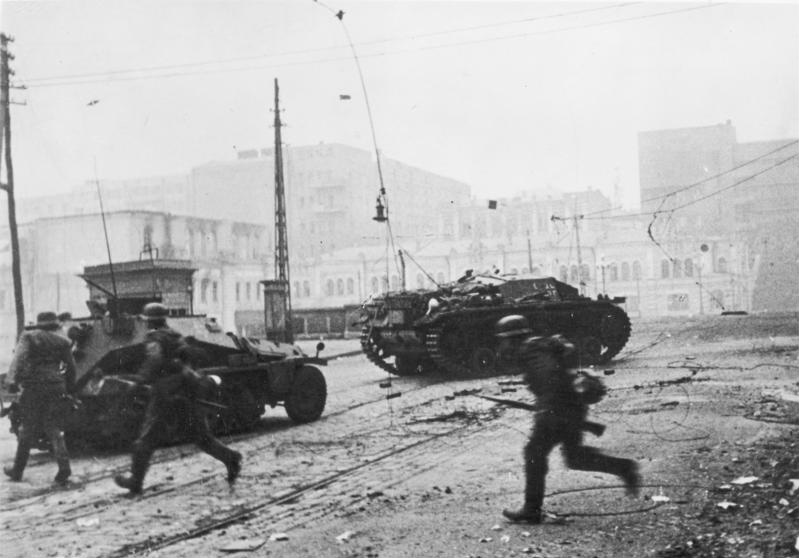
1941年10月25日，哈爾科夫城内战斗的德军部队

在结束了别尔江斯克附近的战斗后，10月17日，德军攻占塔甘罗格港，苏联两个集团军被分别包围歼灭。20日，重要的工业城市斯大林诺被德军攻占。在北面，6日，德军攻占阿赫特尔卡和苏梅。12日，德军攻占洛佐瓦。24日，德军攻占哈尔科夫。在泥泞到来前，德军推进至米乌斯河。
11月17日，对罗斯托夫的进攻恢复了。19日，德军攻占顿河畔纳希切万，距离罗斯托夫仅4公里。11月21日，德军攻占顿河畔罗斯托夫，但是此时德军的战线已经过度延伸。27日，安东·伊万诺维奇·洛帕京指挥的部队在德国的防线北面造成了突破。德军缺乏后备队，而在11月25日，苏联发起了重夺罗斯托夫的战斗。28日，罗斯托夫易手。最终，撤退命令下达，德军撤回米乌斯河。这是德国在东线第一次大规模撤退。

### 东卡累利阿的战斗
苏德战争爆发后，芬兰为了占领传统上属于芬兰文化圈的东卡累利阿，组建了卡累利阿军团。7月9日，芬军开始进攻。芬兰第六军向亚尼斯湖进攻，于16日肃清苏军后向耶尼斯河推进。但是第七军一侧进展缓慢。7月21日，芬兰军队推到1939年11月30日前的国界线并转入防守。但是，7月25日，苏联攻占鲁斯卡拉镇。芬军在8月1日肃清苏军后决定越过边界线，在8月7日攻占拉赫坚波希亚，8月15日攻占索尔塔瓦拉。
但是，芬兰没有放弃对“大芬兰”的愿望。9月4日，芬兰进攻奥洛涅茨，拉开了进攻的序幕。9月7日，芬兰推进至斯维里河，并在9月22日攻占波德波罗日耶。随即南线的芬军转入防守。彼得罗扎沃茨克也在10月1日被攻占。芬兰军队将前线推进至梅德韦日埃戈尔斯基后彻底转入防守。

## 蘇軍最初挫敗的原因
蘇軍在1941年遭受嚴重挫敗的主要原因在於德軍的成功突襲以及蘇軍內部的問題，1941年的德軍在當時可以說是世界上訓練最為精良而又最富經驗的部隊，德軍擁有機動性和殲滅戰的先進戰術理論、近乎完美的通訊技術以及不斷勝利所帶來的自信，相較之下蘇軍部隊則嚴重缺乏領導人、訓練、和準備，蘇聯假設在1942年前不會有戰爭發生，因此當德國入侵時蘇軍正處於結構重組的階段，武器也都處於測試的階段，同時大量的蘇聯部隊都集中於德蘇邊界（佔領的波蘭領土），卻缺少適當的防衛，導致這些部隊在開戰後幾週內便被徹底殲滅。許多蘇聯部隊也被高層下達的不侵犯、不主動挑釁原則嚴重限制，在開戰後又被命令「原地還擊之後反擊」（使他們在面臨德軍包圍戰時非常脆弱），同時部隊普遍缺乏具有經驗的軍官，遲鈍腐敗的官僚作風也相當常見。蘇軍領導能力的無能，早在先前對於芬蘭的侵略中就已經展現出來。
蘇聯在開戰後數週所採取的戰術導致災難性的結果，剛開始時蘇軍完全高估了自身的作戰能力，機械化軍團不但沒能擊敗德軍的裝甲師，還遭受德國空軍的俯衝轟炸機密集攻擊而損失慘重。蘇軍戰車的保養貧乏再加上戰車兵的經驗不足，導致驚人的故障比率出現，同時備用零件和負責後勤支援的卡車也非常缺乏。而步兵部隊放棄掘壕的戰術也導致災難性結果，在機動性低落又沒有戰車支援的情況下，蘇軍步兵部隊根本無法在戰場上靈活調度。
儘管德軍最終無法達成巴巴羅薩作戰的目標，但蘇軍遭受的龐大損失使得蘇聯的宣傳機器開始調整宣傳內容。在戰前蘇聯政府一貫的宣傳蘇軍的強大無敵，但到了秋天宣傳基調已經改變為「蘇軍變虛弱了、準備戰爭的時間不足、德國的攻擊太過突然」等等。
另一個解釋是由蘇聯歷史學家威克特·蘇沃羅夫提出的，他認為蘇軍在最初遭遇挫敗的原因不是防衛準備不足，而是正好相反，因為史達林正準備主動進攻德國，而整場巴巴羅薩作戰只是德軍先發制人的反擊罷了。他舉出當時蘇軍的士兵沒有配備防守地區的地圖，相反的卻配備了德國佔領地區的地圖。蘇沃羅夫的主張具有相當爭議性，許多西方歷史學家也批評他並沒有提出任何事實根據來證明這個理論。

## 作戰結果

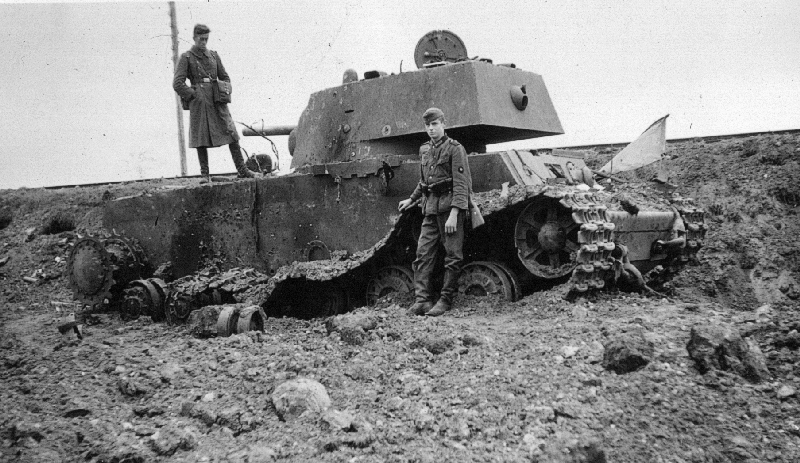
德軍士兵與1台在考那斯被摧毀的蘇軍KV-1戰車拍照。

整場巴巴羅薩作戰在11月開始的莫斯科戰役中達到最高潮，儘管負責進攻莫斯科的中央集團軍飽受秋季泥濘所造成的補給短缺之苦，仍被下令繼續進攻；德軍的進展在1941年12月初達到極限，前鋒部隊已經推進至莫斯科市郊，甚至見到了克里姆林宫的螺旋狀尖塔。然而這時史達林手上仍保有數十萬從西伯利亞前來支援的部隊，這些部隊擁有良好的冬季裝備和補給，還有大量可以武裝成民兵的青年人，很快便將逼近莫斯科的德軍全數擊退，並在接下來的反擊戰推回了冬季前的戰線。
反觀這時的德軍則嚴重缺乏石油、冬季裝備和食物，同時也沒有躲避之處，只得在原地駐紮捱過嚴酷的冬季，德軍最後得以擋下蘇聯的反擊行動，但卻遭受了非常沉重的損失。
同時奪下莫斯科也是德軍邁向勝利的關鍵之一，歷史學家之間一直存在爭論的問題是：如果當初巴巴羅薩作戰真的奪下了蘇聯首都，是否會造成蘇聯的徹底垮台？1941年12月美國因日本海軍偷襲珍珠港憤而向軸心國宣戰，在這短短6個月內德國的戰略位置便徹底逆轉了，因為德國的軍事生產能力根本無法應付長期的戰爭。
巴巴羅薩作戰的結果對蘇軍和德軍都同樣不利，雖然德軍無法成功的拿下莫斯科，但他們在半年時間內便奪下了蘇聯西部的龐大領土，包括烏克蘭、白俄羅斯、波羅的海國家、以及一大片莫斯科西部的土地在內，這相當於500,000平方英哩的土地以及7,500萬名的人民，事實上德國在之後的一、兩年內又繼續奪取了250,000平方英哩的土地，一直要到史達林格勒戰役和庫斯克會戰等戰役後才被擊退。在這些佔領區域裡，反抗德軍統治的游擊隊迅速增長，而德軍也毫不留情的加以鎮壓，德軍也繼續堅守這些土地，在接下來的許多戰役裡雙方又蒙受了更多的損失。
直到1941年12月便有超過240萬的蘇軍人員被德軍俘虜，德國對蘇軍俘虜的處置使得到戰爭結束時總計數百萬的蘇聯俘虜死於寒冷、飢餓、疾病等。史達林則將德國戰俘以及曾經被德軍俘虜的蘇聯士兵都流放至勞動營。少數族群也都被流放至東部的集中營。例子包括了：1941年9月有43.9萬名居住於窩瓦河的德裔人民（以及30萬名來自其他各地區的德裔人民）被集體驅逐至哈薩克；在1944年5月有18.2萬名克里米亞韃靼人被驅逐至烏茲別克斯坦；39.3萬車臣人和9.1萬印古什人也在1944年被徹底驅逐至哈薩克。

## 作戰失敗的原因
巴巴羅薩作戰失敗的主要原因是德軍低估了蘇軍的抵抗能力和意願，同時德軍的戰爭計畫並不一致，計畫的後勤準備也不完善。德軍在1941年底發現自身面臨的情況是：蘇軍的力量逐漸增強、然而德軍的戰力卻因為某些因素而逐漸減弱。這主要是因為部署區域的過度延伸、運輸的困難影響了補給和調度、惡劣的氣候以及各部隊經過半年征戰後的磨損造成的。步兵部隊的兵員短缺現象從1941年9月出現後便一直未獲改善，反而隨著時間越加惡化，一直到戰爭結束為止，德國陸軍都處於步兵短缺和補給支援缺乏的窘境。
而1812年拿破仑征俄的失敗也經常被用作比較的例子。

### 低估蘇軍的潛力
德軍大大的低估了蘇軍的動員潛力：蘇軍的主要動員人數（已經受過訓練、可以在短期內參戰的單位）比德軍所預估的高出了兩倍。到了8月初時大量原先被殲滅的單位已經被新服役的單位替代，而到1941年底蘇軍重建和擴張了等同825個師級單位的數量，而且這還沒有到達蘇軍存在的1,000萬動員潛能。這個事實幾乎就代表了巴巴羅薩作戰的失敗，德國必須暫緩作戰行動1個月以等待新的補給，等他們再度展開攻勢時，距離秋季泥濘期的開始只剩下6個星期了。在另一方面蘇軍也即時替補了之前的大量損失，當師級部隊在戰前徵召的士兵陣亡後，新的士兵馬上加以替補，戰爭中蘇聯每個月幾乎都徵召了超過500,000人從軍。蘇聯在短期間內動員大量部隊（雖然都是一些訓練不足且缺乏裝備的部队）的潛力最終使蘇聯得以撐過關鍵的前半年，而德國對蘇聯潛力的低估則導致了巴巴羅薩作戰計畫的不切實際。
同時以理查·佐爾格为代表的蘇聯情報單位正確的分析出日本不會加入對蘇的戰爭，這使得蘇軍能夠將駐紮在遠東的部隊抽調回蘇德戰場支援。
即使德軍真的達成了作戰原先的目標：推進至阿尔汉格尔斯克－伏尔加河戰線，戰爭也不太可能就此結束。蘇聯在東部依然有著廣大的領土，同時蘇聯也已經將戰爭工業遷移至乌拉尔山脉、中亚、和西伯利亚了，因此戰爭可能還會持續一段時間。

### 後勤計畫的缺陷
巴巴羅薩作戰的目標從一開始便相當不切實際，戰爭開始於乾燥的夏季，是最適宜德軍行動的季節，德軍在最初數週裡突襲並殲滅了大量的蘇軍。但當理想的季節過去、嚴酷的秋季和冬季來臨時，蘇軍已經恢復一定實力，而德軍的攻勢則開始遭受阻撓。德軍在經歷漫長的戰鬥後卻無法取得足夠的補給，石油的缺乏也註定了德軍不可能達成預定中的目標。
這種困難甚至在戰爭之前便已經被德軍的後勤單位所察覺，但他們提出的警告卻被德軍高層所忽略。整個德國的計畫是根基於一個假設上：5週內蘇軍便會徹底崩潰，到時德軍將能取得完全的戰略自由，只需替少數機動單位補給必要的石油便能佔領整個國家，因此並不需要擔憂5週後的補給問題。這一假設基本上是基於之前蘇芬戰爭時蘇軍的表現做出的，然而以德蘇戰爭的表現上來看這一假設是不切實際的。
德國的步兵和裝甲部隊在第1週裡快速推進了300英哩，但他們的補給線卻很難跟上進攻的速度。由於鐵路轨距的差異，俄國留下的鐵路網也無法加以使用(蘇聯使用寬軌；而德國使用窄軌)，除非等到相同軌距的火車生產出為止，鐵路和公路上速度緩慢的運輸載具也成為蘇聯游擊隊的理想攻擊目標，補給的缺乏嚴重延緩了德軍閃擊戰的進度。
德軍在後勤上的計畫也嚴重高估蘇聯鐵路運輸網的可用狀況，在波蘭的道路和鐵路狀況尚稱良好，但深入蘇聯領土的部分則情報有限，地圖上標示深刻的道路在實際上往往只是粗糙的塵土道路，或甚至根本沒有鋪設完成。

### 氣候
在整場戰爭中或許沒有其他因素如同天氣一般被後人如此重视其影響，在有些人看来，氣候是戰爭中的「中立」角色，對於氣候準備最佳的一方將能獲得最多優勢，而忽略準備的一方則會嘗到其後果，對於蘇軍力量的低估使得德軍面臨氣候不利的威脅。

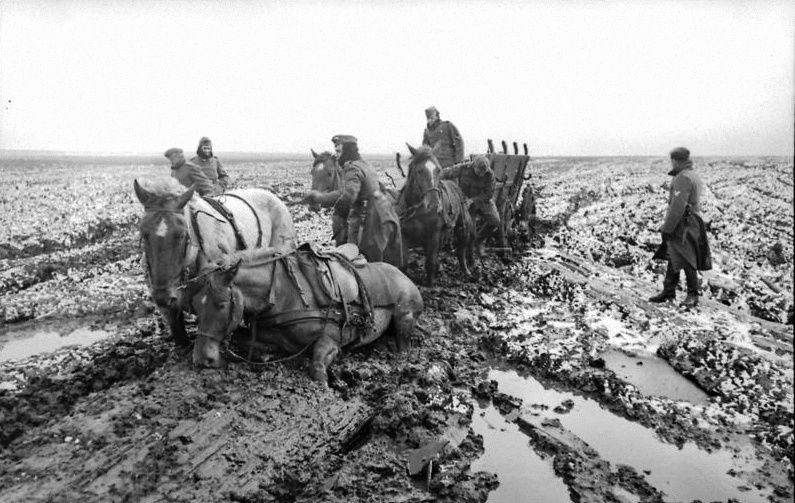
德軍後勤馬匹困在泥巴中

一項由美國進行的軍事研究指出：希特勒的計畫在嚴酷的冬季氣候來臨前便已經失敗，他對於快速勝利的可能性抱持太大的自信，乃至於他對戰爭會拖延至冬季根本沒有心理準備。在入侵的前5個月裡德軍總共遭受734,000人死傷（約為總人數3,200,000的23%），到了1941年11月27日德國陸軍的軍需部門將軍愛德華·瓦格納宣稱：「我們已經到達人力和物資資源的極限了，我們即將面臨寒冬的危險威脅」，但德軍仍然沒有準備應付嚴酷的氣候和蘇聯運輸網路的惡劣狀況。在秋季惡劣的路面狀況延緩了德軍的進展。蘇聯的地面在夏季時是鬆散的沙土、在秋季時是黏稠的泥濘地、到了冬季地面則會被大雪所覆蓋。德軍戰車較窄的履帶使其在泥濘地行動時非常缺乏附著力和漂浮力。相較之下，新的蘇聯戰車如T-34和KV系列重戰車的設計都考量了這些問題。德軍有600,000匹用於提供補給和運輸火砲的西歐馬，但體型龐大的馬匹在這種氣候下卻很難發揮作用，而蘇軍所使用的體型較小的矮種馬則更適合當地的氣候，
德軍對於1941年秋季和冬季的嚴酷氣候幾乎毫無準備，德軍已經擁有足夠的冬季裝備，但由於交通運輸能力的限制，卻沒有辦法將這些裝備完全發放至前線，結果導致軍隊無法取得適當的冬季裝束，有些士兵們還將報紙塞進夾克來保暖，而當時的氣溫卻已經低達-30 °C。為了運作暖爐和暖氣，德軍士兵不得不將已經非常缺乏的汽油用來當作燃料，而蘇聯士兵卻配備了溫暖而加襯的大衣、有更大尺碼的軍靴以給士兵在靴中填塞布料棉花報紙等作襯底、以及覆蓋毛皮的帽子。
一些德軍武器配備在如此寒冷的氣候下也無法正常運作，普通的潤滑油在極低溫下無法發揮效用，導致戰車和卡車引擎故障、機槍等自動射擊武器無法正常開火。為了將砲彈裝填進戰車的主砲裡，戰車兵還必須先以小刀刮下黏附於砲管內結凍了的潤滑油。蘇聯軍隊則較少受到這些問題所苦，因為他們早已經歷當地的寒冬許多年了。德軍必須將毛毯覆蓋於飛機引擎上以免引擎結凍，而運作所有戰車和卡車所不可或缺的汽油也會因為寒冬而結凍。大多數蘇聯卡車和舊式戰車同樣使用汽油，但新生產的戰車則已改使用不會結凍的柴油了。
當嚴酷的冬季開始後，希特勒擔憂德軍會重蹈拿破崙當年從莫斯科匆忙撤離的覆轍，於是下令德軍部隊必須死守他們的據點抵禦蘇軍的反擊，這個命令後來被稱為「守住或是死亡」命令，這個命令即使挽救德軍戰線免於崩潰，但卻也造成德軍蒙受了大量的死傷。

### 引用
1. 1 2 3  Clark 2012，第73頁.
2. ↑  Glantz 2001，第9頁.
3. 1 2 3  Glantz 2010a，第20頁.
4. ↑  Glantz 2001，第9頁，2.68 million.
5. ↑  Glantz 1998，第10–11, 101,293頁，2.9 million.
6. ↑  Taylor 1974，第98頁，2.6 million.
7. ↑  Mercatante 2012，第64頁.
8. ↑  Clark 2012，第76頁.
9. ↑  Glantz 2010a，第28頁，7,133 aircraft.
10. ↑  Mercatante 2012，第64頁，9,100 aircraft.
11. ↑  Clark 2012，第76頁，9,100 aircraft.
12. 1 2 3 4  "Heeresarzt 10-Day Casualty Reports per Theater of War, 1941".
13. ↑  "Red Army and NKVD figures, 1941–1945".
14. 1 2  Bergström 2007，第117頁.
15. ↑  Graham Royde-Smith.
16. 1 2 3 4 5  Krivosheev 1997，第95–98頁.
17. ↑  "AOK POW Reports".
18. ↑  Sharp 2010，第89頁.
19. ↑  Higgins, Trumbull, , The Macmillan Company: 11–59, 98–151, 1966
20. ↑  Bryan I. Fugate. Strategy and tactics on the Eastern Front, 1941. Novato: Presidio Press, 1984.
21. ↑  A.J.P. Taylor & Colonel D. M Proektor 1974, p. 107
22. ↑  Peter Antill, Peter Dennis. Stalingrad 1942. Osprey Publishing, 2007, ISBN 978-1-84603-028-4, ISBN 978-1-84603-028-4. p. 7.
23. ↑  Bendersky,Joseph W., A History of Nazi Germany: 1919–1945, Rowman & Littlefield, 2000, ISBN 978-0-8304-1567-0, page 177
24. ↑  Müller, Rolf-Dieter, Gerd R. Ueberschär, Hitler's War in the East, 1941–1945: A Critical Assessment, Berghahn Books, 2002, ISBN 157181293, page 244
25. ↑  Handrack 1981，第40頁.
26. ↑  Klemann & Kudryashov 2012，第33頁.
27. ↑  Kirby, D.G. . University of Minnesota Press. 1980: 120  [2013-05-10]. ISBN 0-8166-5802-1. （原始内容存档于2013-10-12）.
28. ↑  "Modern History Sourcebook: The Molotov-Ribbentrop Pact, 1939 （页面存档备份，存于）: Text of the Nazi-Soviet Non-Aggression Pact"
29. ↑  Roberts, Geoffrey, , Yale University Press: 30, 2006, ISBN 0-300-11204-1
30. ↑  Shirer, William L., The Rise and Fall of the Third Reich: A History of Nazi Germany, Simon and Schuster, 1990 ISBN 978-0-671-72868-7, page 668-9
31. ↑  Roberts, Geoffrey, , Yale University Press: 57, 2006, ISBN 0-300-11204-1
32. ↑  Roberts, Geoffrey, , Yale University Press: 59, 2006, ISBN 0-300-11204-1
33. ↑  Nekrich, Aleksandr Moiseevich; Ulam, Adam Bruno; Freeze, Gregory L., , Columbia University Press: 202–205, 1997, ISBN 0-231-10676-9
34. ↑  Hartmann, Christian, , Damals, 2011, 43 (6): 16–21 （德语）.
35. ↑  . 新浪军事. 2005-04-19  [2023-06-15]. （原始内容存档于2023-06-15）.
36. ↑  Ericson, Feeding the German Eagle, p. 127
37. ↑  Ericson, Feeding the German Eagle, p. 138
38. 1 2  Overy, R. J., , W. W. Norton & Company: 489, 2004, ISBN 0-393-02030-4
39. 1 2  Brackman, Roman, , Frank Cass Publishers: 344, 2001, ISBN 0-7146-5050-1
40. ↑  Glantz, David, Barbarossa Derailed: The battle for Smolensk, Volume 2, November 2010, page 19
41. ↑  Shirer, William L., The Rise and Fall of the Third Reich: A History of Nazi Germany, Simon and Schuster, 1990 ISBN 978-0-671-72868-7, page 822
42. ↑  Whaley, Barton:_ Codeword BARBAROSSA, Cambridge, London 1973, ISBN 978-0-262-73038-9, pp.1–10.
43. ↑  Rich, Norman (1973). Hitler's War Aims: Ideology, the Nazi State, and the Course of Expansion, 212. W. W. Norton & Company Inc., New York/London.
44. ↑  Glantz, David, Barbarossa Derailed: The battle for Smolensk, Volume 2, November 2010, page 19,60
45. ↑  Clark, Lloyd, Kursk: The greatest battle: Eastern Front 1943, 2011, page 72
46. ↑  Glantz, David, Before Stalingrad: Barbarossa - Hitler's Invasion of Russia 1941, 2003, page 13
47. ↑  Meltyukhov 2000:446 （页面存档备份，存于） Table composed by the author according to:
48. ↑  A.J.P Taylor & D. M Proektor,p98
49. ↑  Glantz, David, The Soviet‐German War 1941–45: Myths and Realities: A Survey Essay. Page 9
50. ↑  N.P.Zolotov and S.I. Isayev, "Boyegotovy byli...", Voenno-Istorichesskiy Zhurnal, N° 11: 1993, p. 77
51. ↑  Mikhail Meltyukhov, Stalin's Missed Chance p. 445 (electronic version) （页面存档备份，存于）,
52. ↑  Glantz 1998，第26頁.
53. ↑  Glantz 2012，第55頁.
54. 1 2  Clark 2012，第57頁.
55. ↑  Rayfield 2004, p. 315.
56. ↑  Glantz & House 1995, p. 42.
57. ↑  Meltyukhov 2000:414
58. ↑  The Russian Front by James F. Dunnigan, Arms & Armour Press 1978, p 82, 88 ISBN 978-0-85368-152-6
59. ↑   的存檔，存档日期2009-03-19.
60. ↑  Meltyukhov 2000, (electronic version) （页面存档备份，存于）
61. 1 2 3  Teddy J. Uldricks. The Icebreaker Controversy: Did Stalin Plan to Attack Hitler? Slavic Review, Vol. 58, No. 3 (Autumn, 1999), pp. 626–643
62. ↑  André Mineau. Operation Barbarossa: ideology and ethics against human dignity Rodopi, 2004. ISBN 978-90-420-1633-0
63. ↑  Stalin: The First In-depth Biography Based on Explosive New Documents from Russia's Secret Archives, Anchor, (1997) ISBN 978-0-385-47954-7, pages 454–459.
64. ↑  R. C. Raack Reviewed work(s):Was the USSR Planning to Attack Germany in 1941? by Joseph Bradley Source: Central European History, Vol. 32, No. 4 (1999), pp. 491–493
65. ↑  Clark, Lloyd, Kursk: The greatest battle: Eastern Front 1943, 2011, page 97
66. ↑  Bergström 2007, p. 20
67. ↑  Bergstrom 2007, p. 23.
68. ↑  （立陶宛文） Gediminas Zemlickas. Pasaulyje - kaip savo namuose, Mokslo Lietuva, 11 February 1998, No. 3 (161) 的存檔，存档日期2006年12月12日，.
69. ↑  Paul Carell: Hitler Moves East,1941-1943, 1964, page 25
70. ↑  Glantz 2010a，第29–33頁.
71. ↑  Liedtke 2016，第127–128頁.
72. ↑  Glantz 2010，第576頁.
73. ↑  Klink 1998，第536頁.
74. ↑  Ziemke 1987，第29–32頁.
75. ↑  Keegan 1989，第192–194頁.
76. ↑  Wright 1968，第38頁.
77. ↑  Seaton 1982，第178頁.
78. ↑  .   [June 13, 2006]. （原始内容存档于2015-05-18）. See also Charles Messenger, The Chronological Atlas of World War Two (New York: Macmillan Publishing 1989), p. 63.
79. ↑  Glantz 2012，第42頁.
80. ↑  Glantz 2012，第45頁.
81. ↑  Thomas 2012，第12–14頁.
82. ↑  Thomas 2012，第13頁.
83. ↑  Nenye et al. (2016)，第36, 39–41頁.
84. ↑  Mann & Jörgensen (2002)，第74–76頁.
85. ↑  Ueberschär (1998)，第941–944; 974–980頁.
86. ↑  Nenye et al. (2016)，第38–41頁.
87. ↑  Mann & Jörgensen (2002)，第81–87頁.
88. ↑  Ueberschär (1998)，第941–944頁.
89. ↑  Mann & Jörgensen (2002)，第90–97頁.
90. ↑  Ueberschär (1998)，第949–953頁.
91. ↑  Anlagenheft Nr. 3 zum Kriegstagebuch Nr. 5 der 257. I.D., NARA-Mikrofilm T-315 Roll 1803 Frame 000623 ff.
92. 1 2  Clark 1965，第133頁.
93. ↑  Glantz & House 1995，第77頁.
94. ↑  Carell 1964，第120-125頁.
95. ↑  .   [2020-11-10]. （原始内容存档于2021-03-15）.
96. ↑  Klink 1998，第631–641頁.
97. ↑  Müller 2016，第180頁.
98. ↑  Cooper 1984，第328–330頁.
99. ↑  Жуков 1971.
100. ↑  Ципкин, Тесельская 2010.
101. ↑  Мягков 2010.
102. 1 2  Glanz&House 1995，第32-34頁.
103. 1 2  Glanz 2007.
104. ↑  Guderian 1954.
105. ↑  Glanz&House 1995，第34-35頁.
106. ↑  Forczyk 2008, pp. 10–11.
107. ↑  Forczyk 2008, p. 12.
108. ↑  Forczyk 2008, p. 13.
109. ↑  p.87, Haupt, Army Group South
110. ↑  p. 95, Haupt, Army Group South
111. ↑  p.101, Haupt, Army Group South
112. ↑  Lunde (2011) p. 159
113. ↑  Nenye (2016) p. 84
114. ↑  Nenye (2016) p. 88-89
115. ↑  Nenye et al. (2016)，第117-118頁.
116. ↑  Lunde (2011)，第175頁.
117. ↑  Nenye et al. (2016)，第126-127頁.
118. ↑  Nenye et al. (2016)，第130-131頁.
119. 1 2  Chiari, Bernhard, , Damals, 2011, 43 (6): 32–37 （德语）.
120. ↑  Strausß, Franz Joseph, Die Geschichte der 2.(Weiener)Panzer Division, pg 337. DÖRFLER im NEBEL VERLAG, Eggolsheim DE.
121. ↑  Glantz, David, The Soviet-German War 1941–45: Myths and Realities: A Survey Essay, 11 October 2001, page 7
122. ↑  , Damals, 2011, 43 (6): 30–31 （德语）.
123. ↑  Glantz, David, The Soviet‐German War 1941–45 的存檔，存档日期2015-02-18.: Myths and Realities: A Survey Essay. page 17.
124. ↑  Glantz, David, Barbarossa Derailed: The battle for Smolensk, Volume 2, November 2010, page 27
125. ↑  Glantz, David, Barbarossa Derailed: The battle for Smolensk, Volume 2, November 2010, page 24
126. 1 2  van Creveld, Martin. Supplying War: Logistics from Wallenstein to Patton Cambridge, 1977. ISBN 978-0-521-29793-6
127. ↑  .   [28 March 2011]. （原始内容存档于2013-01-20）.
128. ↑  .   [2006-04-04]. （原始内容存档于2006-06-13）.

## 外部連結
- Relationship between the campaigns in the Balkans and the invasion of Russia （页面存档备份，存于） 和 associated timeline （页面存档备份，存于） 在美國陸軍網站
- Multimedia map （页面存档备份，存于） - 征俄作戰地圖